# 이토 겐타로 (성우)
이토 겐타로(일본어: 伊藤健太郎, 1984년 1월 3일 ~ )는 일본의 성우이다.

## 출연 작품

### 애니메이션
1996년
- 폭주형제 렛츠&고 (브렛트 아스티아)
- 초자 라이딘 (와시자키 히쇼)
- 기동전함 나데시코 (아오이 준)

1997년
- 초마신영웅전 와타루 (세이쥬(버들기사))

1998년
- 돌격! 빳빠라대 (미즈시마 이즈미)
- 슈퍼돌 리카쨩 (인형기사 이사무)
- 우당탕탕 닥터지 (아베 타모츠(봉이례))

1999년
- 지구방위기업 다이가드 (아카기 슌스케)
- 마이크로맨 (아서(네오))

2000년
- 아야시노 세레스 (아오기리 유우히(아론))
- 스트레인저 던 (샤루)
- 조이드 (토마)
- 방가방가 햄토리 (타이쇼군(대장))

2001년
- 조이드 신세기 제로 (샌더스)
- 히카루의 바둑 (카가 테츠오(원효재))
- 미래전사 런딤 (요시오카 마사오)
- 캡틴 츠바사 (와카시마즈 켄)

2002년
- 나루토 (아키미치 쵸지)
- 바이스 크로이츠 그리엔 (가이젤)
- 미루모데퐁 (히라이(김 비서), 와루모 단(검은 망토 단))
- 록맨 에그제 (섀도우맨)

2003년
- 모험유기 플러스터 월드 (배리, 데스사이즈)
- SD 건담 포스 (디드)
- 강철의 연금술사 (No.66(배리 더 쵸파))
- 길가메쉬 (후지사키 이사무)
- 파푸와 (킨타로)
- 에어 마스터 (키타에다 킨지로)

2004년
- 블리치 (아바라이 렌지)
- 아즈사 돕겠습니다! (토노무라 타쿠미)
- 현시연 (사와자키)
- 록맨 에그제 스트림 (섀도우맨)

2005년
- BLOOD+ (오카무라 아키히로)

2006년
- 유성의 록맨 (워 록)
- 해피니스! (카미죠 신야)
- 무장연금 (와시오)
- 금색의 코르다 Primo Passo (츠지우라 료타로)
- 기신포후 데몬베인 (다이쥬우지 쿠로)
- 채운국 이야기 (랑연청)
- 소울 링크 (아이자와 슈헤이)
- 음유묵시록 마이네리베 비더 (다니엘)

2007년
- 나루토 질풍전 (아키미치 쵸지)
- 두근두근 메모리얼 Only Love (슈토 켄)
- 블루 드래곤 (오딘, 로기 장군)
- 좀비 론 (아소 소테츠)
- 채운국 이야기 2기 시리즈 (랑연철)
- 강철 삼국지 (태사자 자의)

2008년
- 블루 드래곤 : 천계의 7용 (로기 장군)
- 순정 로맨티카 (카미죠 히로키)

2009년
- 괴담 레스토랑 (오오조라 코지(보리 아빠))
- NEEDLESS (테루야마 모미지)
- 금색의 코르다 Second Passo (츠지우라 료타로)

2010년
- 포츈 아테리얼 붉은 약속 (하치만다이라 츠카사)
- 자이언트 킬링 (쿠로다 카즈키)

2011년
- 크로스파이트 비다맨 (드라시안)
- 카드파이트 뱅가드 (다이몬지 고우키)

2012년
- 원피스 (후카보시)

2014년
- 금색의 코르다 Blue sky (야기사와 유키히로)

2015년
- 죠죠의 기묘한 모험 (엔두루)

2020년
- 불꽃 소방대 2장 (스콧)

### 극장판
1998년
- 기동전함 나데시코 극장판 (아오이 준)

2006년
- 블리치 극장판 시리즈 (아바라이 렌지)

### OVA
1998년
- 키라라 (아사이 콘페이)

1999년
- 줄리엣 (미오)
- 사춘기미소녀합체로보 지마인 (코지)

2003년
- 에이켄 (시마다 & 토도로키)

2004년
- 테일즈 오브 판타지아 (체스터 버클라이트)
- 기신포후 데몬베인 OVA (다이쥬우지 쿠로)

2006년
- BALDR FORCE EXE RESOLUTION (니카이도 아키라)

2010년
- 주군과 함께 (사나다 마사유키)

### 게임
1997년
- 용기전승 2 (제이드 피에나)